# Europakapelle (Schönberg)

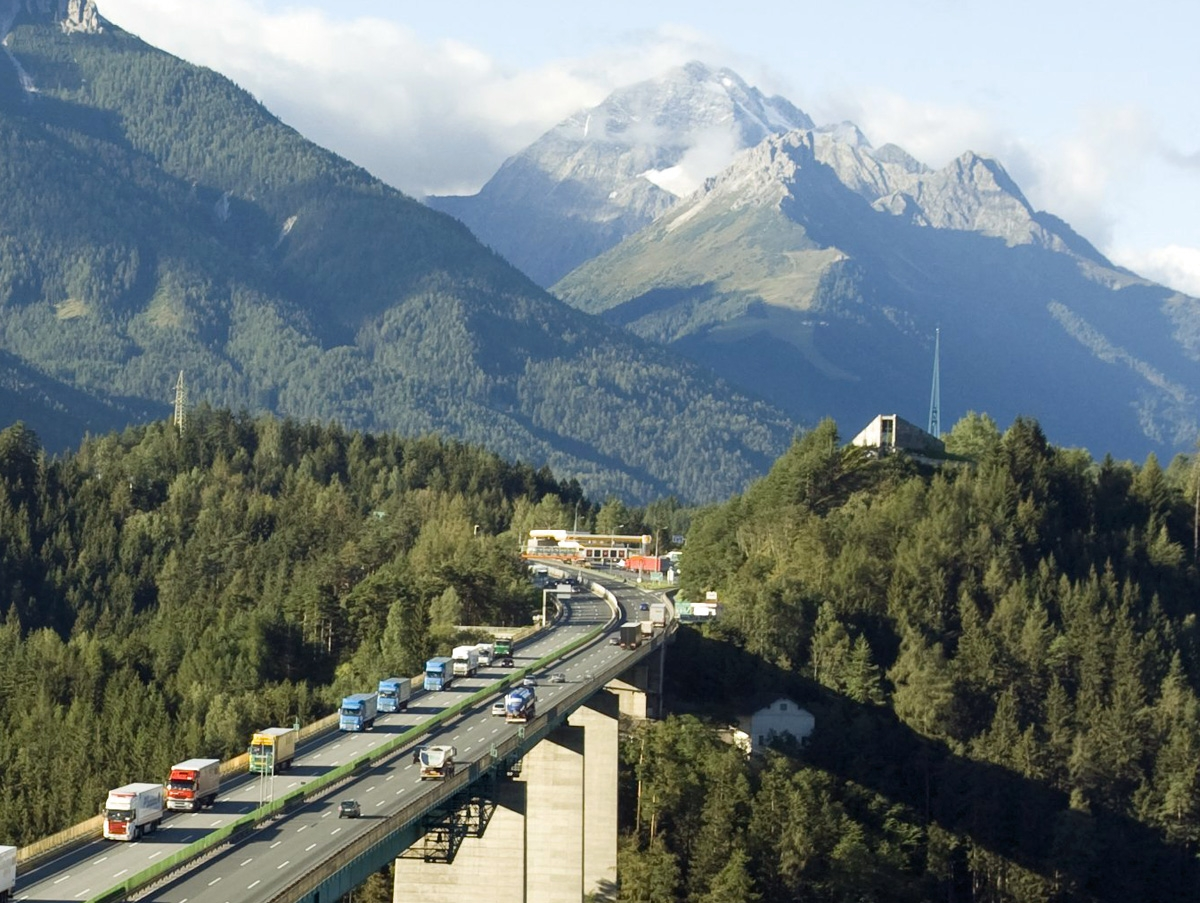
Die Europakapelle auf dem Hügel rechts der Autobahn

Die Europakapelle (auch Europa-Kapelle) an der Europabrücke der Brenner-Autobahn ist ein kirchliches Gebäude, das an die große historische Bedeutung des Brenners für den Verkehr über die Alpen und an das Engagement Österreichs für Autobahn und Brücke erinnern soll. Die Kapelle ist den beiden Heiligen Johannes Nepomuk, dem Patron der Brücken, und Christophorus, dem Schutzpatron der Autofahrer, geweiht. Die Kapelle steht .

## Lage
Die Europakapelle befindet sich auf dem Territorium der Gemeinde Schönberg im Stubaital. Sie liegt auf einem Hügel ca. 120 m nördlich des Parkplatzes der Raststätte Europabrücke der A 13, 55 m westlich der Autobahn und etwa 40 m über deren Niveau. Der Hügel ist eine markante Erhebung des Bergrückens, der das Tal der Sill von dem der Ruetz trennt.  Vom Parkplatz führt ein Fußweg zu der Kapelle. Seit 2007 wird die Ansicht der Kapelle von der Autobahn aus teilweise durch ein monumentales Werbeschild verdeckt, was auf Kritik stößt.

## Geschichte
Am 9. Februar 1960, also kurz nach Beginn der Bauarbeiten an der Brücke, beschloss der Tiroler Landtag, in der Nähe der Brücke ein Baudenkmal zu errichten, das die Bedeutung des Weges über den Brenner und seine Erschließung durch eine Autobahn gerecht werden sollte. Nach einem Entwurf des Innsbrucker Architekten  Hubert Prachensky (1916–2009) wurde die Kapelle 1963 fertiggestellt. Ihre Weihe erfolgte am 16. November 1963 durch den Abt des Stiftes Wilten, Alois Stöger (1921–1998). Gewidmet als Gedenkstätte ist die Kapelle den beim Bau der Autobahn tödlich verunglückten Arbeitern. Ihre künstlerische Ausgestaltung erhielt die Kapelle 1964 durch den Südtiroler Maler Karl Plattner (1919–1986), der einen  Freskenzyklus  gestaltete. 

## Baubeschreibung

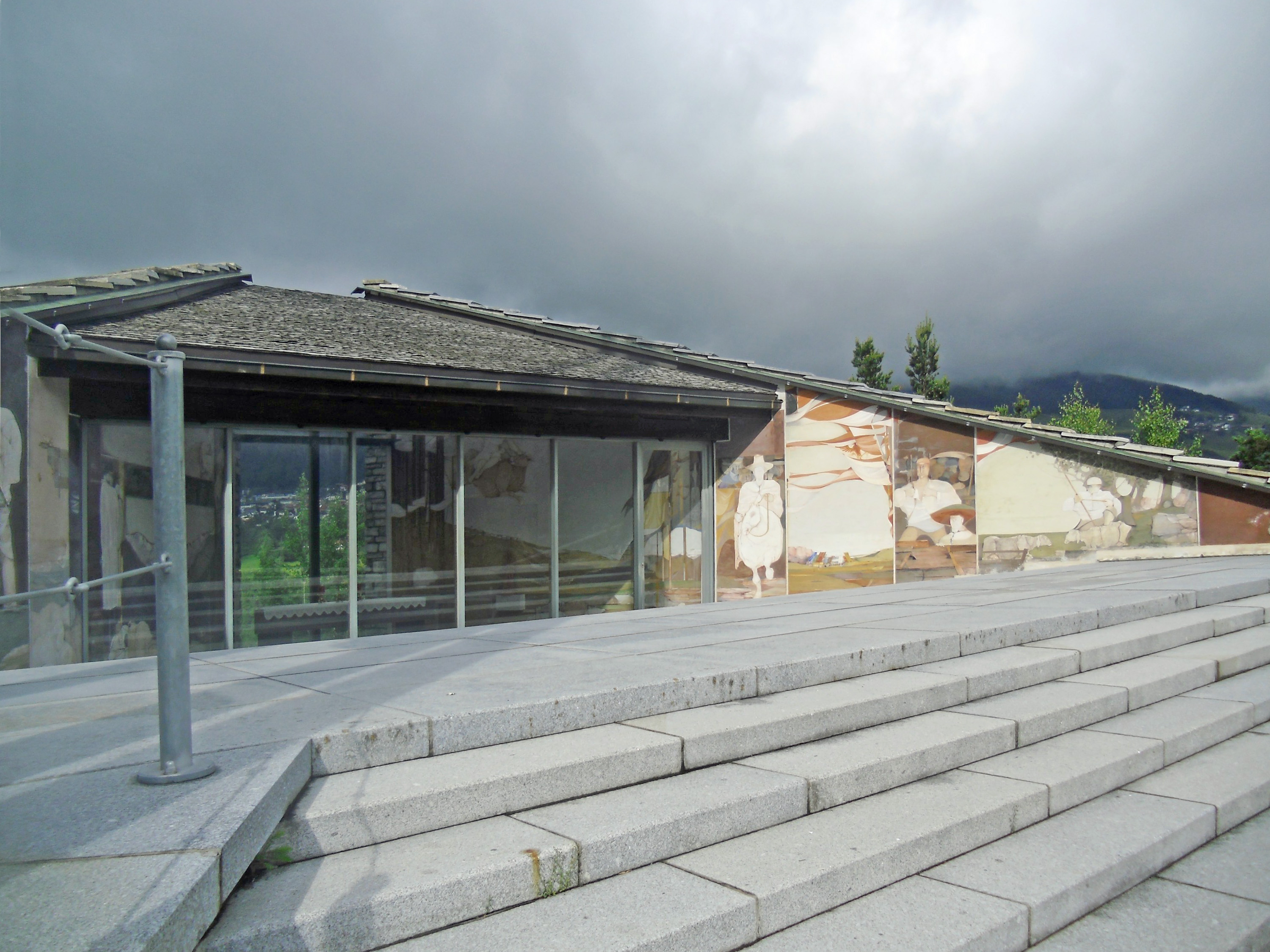
Die Europakapelle mit der rechten Begrenzungsmauer

Die Gesamtanlage hat eine rhombusförmige Grundfläche mit Diagonalen von 40 bzw. 30 m. An einer Empfangsrampe beginnt eine sich nach oben verbreiternde Treppe und nimmt die gesamte Dreieckshälfte des Rhombus ein. Das obere zunächst ebene Dreieck wird von zwei flach zur hinteren Spitze ansteigenden Mauern gesäumt. In deren Mitte setzt ein Dach an, unter dem die eigentliche ebenfalls dreieckige Kapelle liegt, deren Boden wieder abfällt. Die dem Besucher zugewandte Begrenzung der Kapelle ist eine versenkbare Glaswand.
In der Kapelle steht ein einfacher Altar vor einem in den hinteren Winkel der Begrenzungswände eingelassenen Fenster, das einen herrlichen Blick auf die Europabrücke freigibt. Die gesamte Fläche der Begrenzungswände vor und in der Kapelle ist mit den Fresken von Karl Plattner bedeckt. Sie zeigen Motive vom Brückenbau sowie die beiden Kapellenpatrone verbunden mit realen und fiktiven Geschehnissen aus der Geschichte Tirols und Europas, so die auf dem Stier reitende mythologische Europa.
Neben dem unteren Ende der Zugangstreppe befindet sich eine Gedenktafel mit den 22 Namen der Unglücksopfer des Brückenbaus. Am oberen Treppenende erhebt sich ein aus Metallstreben errichteter, freistehender Glockenturm, der weithin sichtbar ist.